# Кулинг, Соня
Соня Кулинг (тайск. ซอนย่า คูลลิ่ง, англ. Sonia Couling; род. 18 июня 1974 года в Бангкоке) — таиландская актриса, телеведущая, фотомодель и продюсер.

## Биография
Родилась в семье англичанина и тайки. Свободно владеет тайским, английским и французским языками. Сыграла во многих теле- и кинофильмах тайского, голливудского и французского производства. В составляемом журналом FHM списке «Самые сексуальные женщины» заняла первое место в Таиланде, второе место в Азии и десятое место в мире.

## Личная жизнь и увлечения
Увлекается верховой ездой. Замужем с 2007 года, имеет одного ребёнка.

## Избранная фильмография

### Актёр
- Сияние вечерней зари (1997)
- Kon puan sai fah (1998)
- Обман чувств (2001)
- Final Combat (2003)
- Рецепт любви (2009)
- Ларго Винч 2: Заговор в Бирме (2011)
- Обыкновенная история любви (2012)
- Вне всякого сравнения 2 (2012)
- Blood and High Heels (2012)
- Знак (2012)
- Знак: Искупление (2013)
- Чужак в раю (2013)
- Славные дни (2014)
- Ответный удар (3 эпизода 5-го сезона) (2015)
- Мой герой: Родина сердца (2018)
- General Commander (2018)
- Paradise Beach (2019)
- Al B. and the Concrete Jungle (2019)
- Главнокомандующий (2019)

### Продюсер
- Следующая главная модель Таиланда (2005)
- Чужак в раю (2013)